# Constantinopla
Constantinopla (griego antiguo: Κωνσταντινούπολις, latín: Cōnstantinōpolis, turco otomano formal: Konstantiniyye) es el nombre grecorromano de la actual ciudad de Estambul, situada en ambos lados del estrecho del Bósforo en Turquía. Fue la capital de distintos imperios a lo largo de su milenaria historia: del Imperio romano (330-395), del Imperio romano de Oriente (395-1204 y 1261-1453), del Imperio latino (1204-1261) y finalmente del Imperio otomano (1453-1922). 
La ciudad fue construida sobre la antigua colonia griega de Bizancio, fundada por el rey Bizas hacia el año 667 a. C. En el 330 d. C., Constantino el Grande la convirtió en la nueva capital del Imperio romano debido a su posición estratégica: entre el Cuerno de Oro y el mar de Mármara, en el punto de encuentro de Europa y Asia. Debido a sus enormes riquezas, fue conocida como «la Reina de las Ciudades» (Basileuousa Polis), y hasta el siglo XIII fue reconocida como la más grande y rica de Europa.

## Nombres
Dependiendo de sus gobernantes y el momento histórico, ha tenido diferentes nombres; entre los más comunes están Bizancio, Constantinopla y Estambul. El primero proviene del griego Βυζάντιον, Byzàntion. Provisionalmente Constantino la llamó Nueva Roma (en griego Νέα Ῥώμη, en latín Nova Roma), aunque este último un nombre más eclesiástico que oficial. Se le dio también de manera no oficial por sobrenombre la expresión griega στην Πόλη, stimˈpoli («a la ciudad»). Fue conocida por la Guardia varega con el epíteto nórdico de Miklagarðr (Gran Ciudad). 
Desde el periodo otomano, la ciudad fue también conocida como «İstanbul» (استانبول), deformación de στην Πόλη. El nombre de Estambul se oficializó con la Constitución Otomana de 1876, pero no fue estandarizado en Occidente hasta fines de 1929. Con el cambio del alfabeto árabe al latino, las autoridades de la República pidieron oficialmente a los países extranjeros, el 28 de marzo de 1930, que se refirieran a la ciudad como Estambul.

## Fundación
En el año 324, el emperador Constantino I venció a su rival Licinio a orillas del mar de Mármara, reunificando el Imperio romano bajo su mandato. Constantino había considerado reconstruir Troya para convertirla en la nueva corte imperial pero, tras haber presenciado personalmente el potencial estratégico de la ciudad, eligió Bizancio como el nuevo centro de su poder.

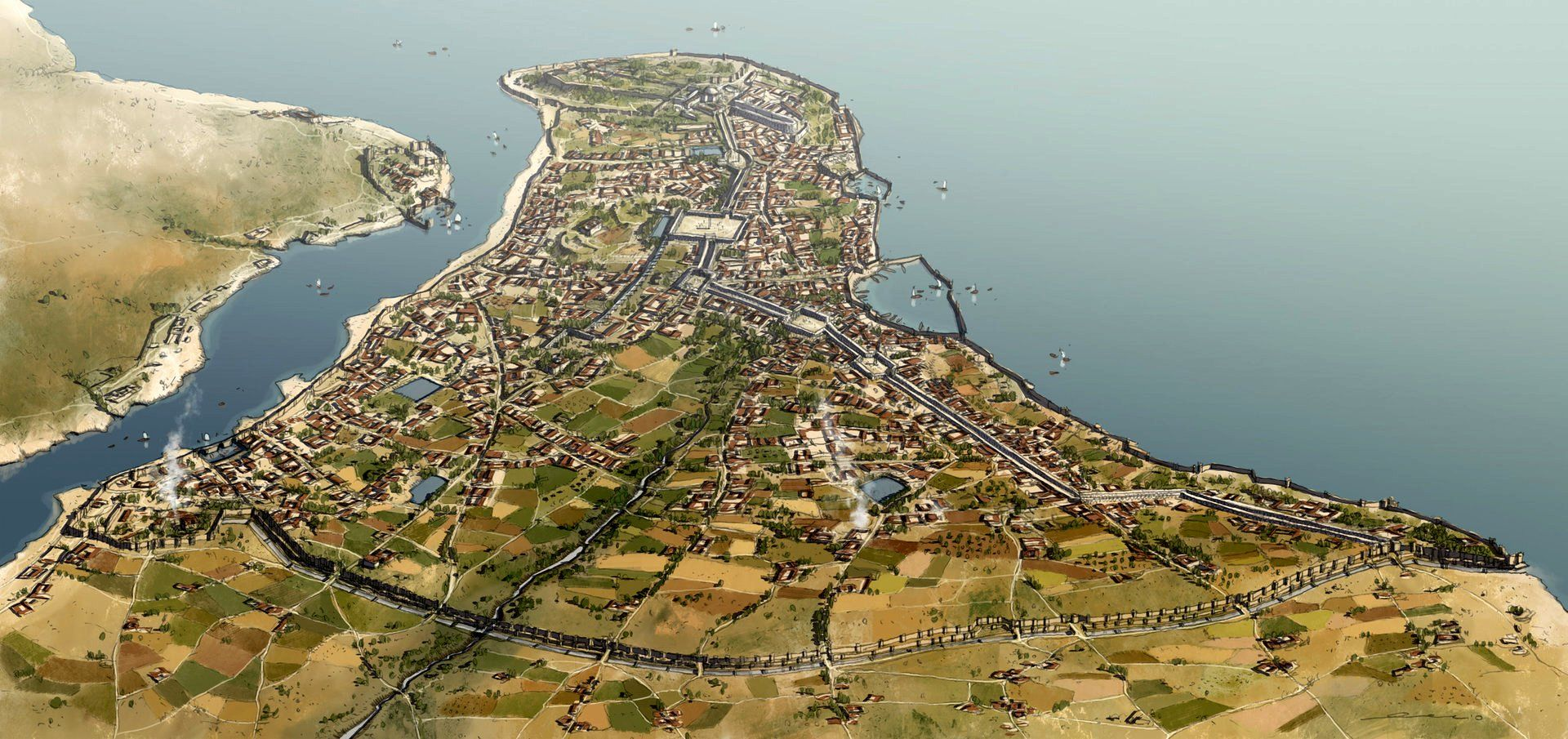
Vista de la Constantinopla bizantina.

El domingo 8 de noviembre de 324, solo unas semanas después de la victoria sobre Licinio, se llevó a cabo la delimitación del perímetro de la nueva ciudad mediante solemnes ceremonias. Según el historiador Filostorgio, habría sido el propio Constantino quien trazó los límites con su lanza, al modo de un ktistes (fundador) griego. Juan Lido ha mencionado la participación en estos ritos paganos del hierofante Pretextato y del filósofo Sópatro.
La construcción y asentamiento de Constantinopla se efectuaron a gran velocidad, quedando las nuevas murallas terminadas en 328, y finalizando definitivamente las obras tras seis años de trabajos. El 11 de mayo de 330 —día declarado propicio por los augurios de Sópatro— Constantino inauguró oficialmente la ciudad con unos ritos tradicionales que duraron cuarenta días. Las celebraciones se festejaron en el Hipódromo, y culminaron con un desfile de la imagen dorada de Tyche (Fortuna) como personificación de la ciudad, que entonces contaba con unos 30 000 habitantes. Un par de siglos más tarde había alcanzado el medio millón, convirtiéndose en una de las ciudades más pobladas del mundo.
El nombre oficial de la ciudad, según las monedas conmemorativas acuñadas en la década de 330, era Constantinopolis («Ciudad de Constantino»). No existen evidencias que indiquen que fuese llamada, por su fundador, Nea Roma o Nova Roma («Nueva Roma»), aunque es posible que un decreto imperial, citado un siglo después por Sócrates de Constantinopla, la denominase «Segunda Roma» (griego: Δευτέρα Ῥώμη, Deutera Rhōmē), quizás como una afirmación retórica. Es cierto, sin embargo, que la ciudad de Bizancio fue reconstruida a semejanza de Roma, con catorce regiones, foro, capitolio y senado, y su territorio sería considerado suelo itálico (libre de impuestos). Al igual que la antigua capital, tenía siete colinas, si bien al principio, no tuvo el mismo rango que Roma; por ejemplo fue gobernada por un procónsul, no un prefecto urbano, tampoco tuvo pretores, tribunos ni cuestores. Aunque tenía senadores, estos ostentaban el título de clarus, no clarissimus, como los de Roma. También carecía de la panoplia de otras oficinas administrativas que regulaban el suministro de alimentos, policía, estatuas, templos, alcantarillas, acueductos u otras obras públicas.
La ciudad fue embellecida a costa de otras ciudades del imperio, cuyas mejores obras fueron saqueadas y trasladadas a la nueva capital. En el foro se colocó una columna donde se emplazó una estatua de Apolo a la que Constantino hizo quitar la cabeza para colocar una réplica de la suya. Se trasladaron mosaicos, esculturas, columnas, obeliscos, desde Alejandría, Éfeso y, sobre todo, desde Atenas. Constantino no reparó en gastos y estimuló la construcción privada prometiendo a los dueños de casa donaciones de tierras de las propiedades imperiales de Asiana y Póntica y el 18 de mayo de 332 anunció que, como en Roma, se distribuirían gratuitamente alimentos a los ciudadanos.
La ciudad contaba con un hipódromo, construido en tiempos de Septimio Severo en 203, que podía albergar más de 50 000 personas y era la sede de las fiestas populares y de los homenajes a los generales victoriosos del imperio. Sus tribunas también fueron testigo de tribunales donde se dirimían los casos más relevantes. Hoy en día, el hipódromo solo es una plaza del centro de la ciudad (Estambul), donde se conservan los dos obeliscos que se encontraban en el eje de la pista, uno de ellos perteneciente al faraón egipcio Tutmosis III. Además se construyeron iglesias como la de Santa Irene y la iglesia-mausoleo, donde fue enterrado el emperador. También se dio gran importancia a la cultura. Constancio II (r. 337-361) fundó la Biblioteca Imperial de Constantinopla y también creó una de las primeras universidades del mundo al fundar, en el 340, la Universidad de Constantinopla (aunque fue luego reformada por Teodosio II en el 425). En ella se enseñaba Gramática, Retórica, Derecho, Filosofía, Matemática, Astronomía y Medicina. La universidad constaba de grandes salones de conferencias, donde enseñaban sus 31 profesores.

### Debate historiográfico

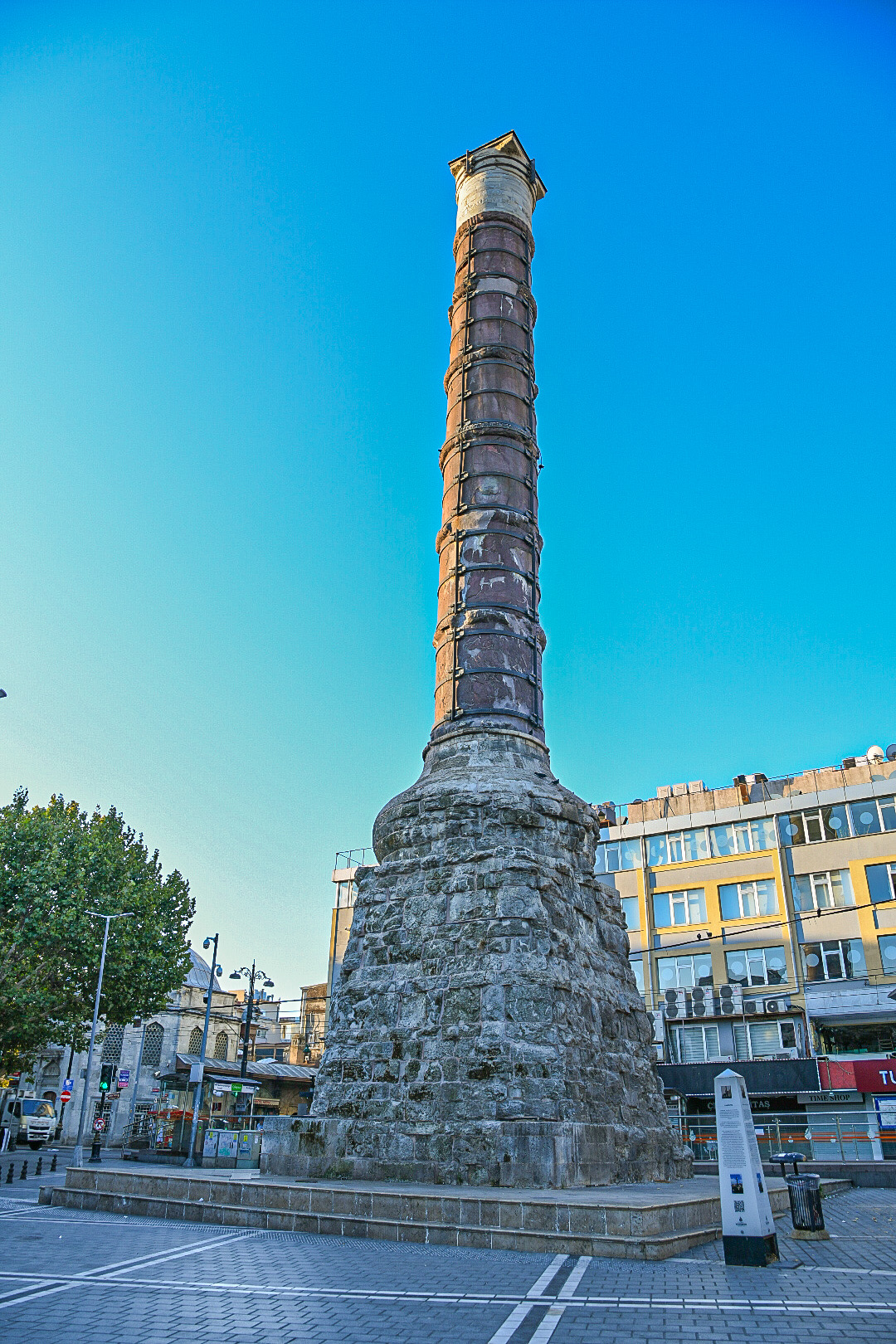
Columna de Constantino erigida en conmemoración de la fundación de Constantinopla. El material utilizado fue el porfirio, una dura piedra egipcia de color púrpura que desde los tiempos de los faraones estaba asociada con la realeza. Su aspecto ennegrecido actual se debe a un incendio de 1779. Se cree que la base de la columna contenía el palladium, imagen proveniente de Troya de Palas Atenea que fue llevada por el propio Constantino a Constantinopla desde Roma, donde había sido venerada en el Templo de Vesta. En la base también fueron depositadas varias reliquias cristianas. En lo alto se encontraba una estatua dorada de Apolo remodelada para que se pareciera a Constantino, hoy desaparecida. Dentro de la estatua se guardaba una astilla de la Vera Cruz.

Según Paul Veyne, parece demostrado que Constantino no pretendía crear una Segunda Roma cristiana opuesta a la Roma pagana, sino que «sencillamente quiso dotarse de una residencia a su gusto y fundar una ciudad. En aquellos tiempos, el Imperio estaba sembrado de residencias más o menos duraderas de distintos emperadores: Nicomedia, Tesalónica, Serdica, Sirmium, Tréveris, Milán…». Averil Cameron sostiene la misma tesis: «Suele afirmarse, aunque equivocadamente, que Constantino, al fundar Constantinopla, trataba de desplazar la capital a Oriente, y es cierto que posteriormente se convirtió en capital del Imperio bizantino. Pero, aunque mantuviera su prestigio, Roma ya había comenzado a ser reemplazada como residencia imperial por ciudades como Tréveris y Milán, y la fundación de Constantino, con su palacio y el hipódromo anejo, tenía la impronta de otra ciudad de la Tetrarquía como las demás. Hasta mucho después, en el curso del siglo IV, no comenzó a desarrollarse hasta llegar a ser la ciudad del medio millón de habitantes en que iba a convertirse en el siglo VI». En realidad su principal monumento cristiano en época de Constantino fue su propio mausoleo, junto al cual se levantaría la Iglesia de los Santos Apóstoles y Roma no se vio relegada, ya que los senadores romanos mantuvieron sus honores y siguieron desempeñando altos cargos.
Sin embargo, la tesis sustentada por Veyne y Cameron no es compartida por otros historiadores. José Manuel Roldán afirma que Constantino se propuso construir «una "nueva Roma" cristiana» frente a «una Roma predominantemente pagana, con un Senado en su mayoría anclado en las viejas creencias y poco dispuesto a secundar la política filocristiana del emperador... La ciudad engrandecida y embellecida con suntuosos edificios, sobre el modelo de Roma, emprendió una larga historia como capital de un Imperio cristiano». Roldán añade que también existieron «razones estratégicas y económicas» para situar allí la nueva capital. «Hacía mucho tiempo que Roma se encontraba en una posición excéntrica respecto a los problemas de defensa del Imperio y su importancia económica había decaído frente a la riqueza y el dinamismo de la zona oriental... La "nueva Roma" [estaba situada] en una extraordinaria posición estratégica, en el punto de encuentro entre Europa y Asia y entre el mar Negro y el Mediterráneo». Juan José Sayas sostiene una posición similar a la de Roldán. «En la nueva cosmovisión de Constantino de los problemas del Imperio, nada desaconsejaba crear una "nueva Roma" cristiana en Bizancio. La ciudad ocupaba una posición ventajosa y estratégica en la ruta que unía todas las tierras fronterizas, dominaba el paso por los estrechos que comunicaban el Mediterráneo con el Mar Negro, y era puente de unión de Europa y Asia», mientras que Roma «era una ciudad predominantemente pagana [y] además tenía una posición excéntrica y alejada de las fronteras del Imperio». Luis Agustín García Moreno coincide con Roldán y con Sayas: «En la intención de su fundador, Constantinopla había de ser una nueva o segunda Roma, pero fundamentalmente cristiana... La vieja Roma había demostrado ser excéntrica y vulnerable a los ataques bárbaros... La vieja Bizancio ocupaba una posición excelente: próxima a fronteras fundamentales del Imperio y magníficamente comunicada por rutas terrestres y marítimas con los centros neurálgicos del Oriente: Asia Menor y Egipto».

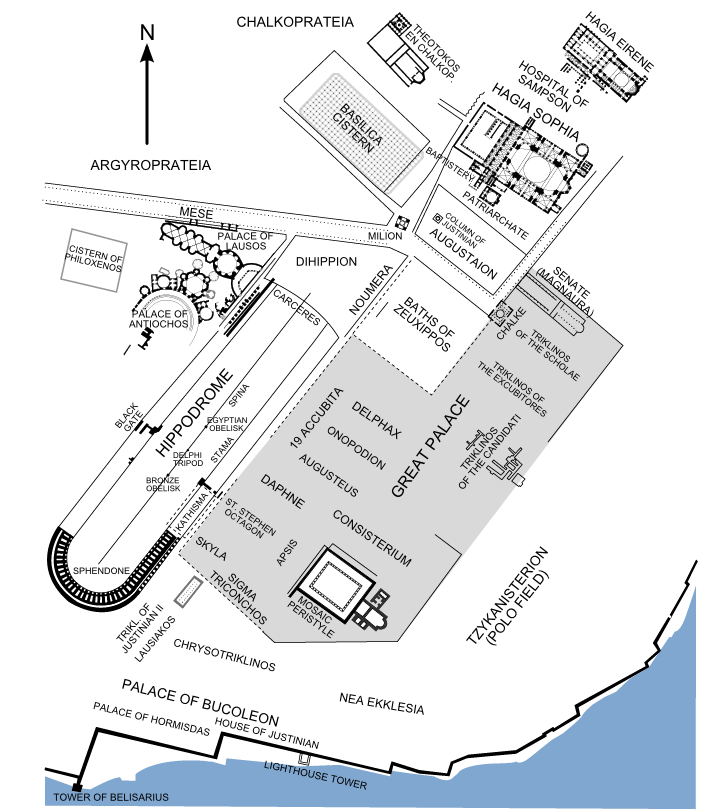
Reconstrucción ideal del distrito imperial de Constantinopla (siglo VI). Se observa el lugar donde se encontraba el Gran Palacio Imperial (en gris) y, junto a él, el Hipódromo (en negro, los restos que todavía existen). Al norte se encontraban los baños de Zeuxippos y la gran plaza del Augustaion, de donde partía la gran vía procesional (Mese) en cuyo inicio se hallaba el Milion. Muy cerca se encontraba el edificio del Senado. La columna de Constantino no aparece porque se encontraba en el Foro de Constantino situado más al oeste y al que se llegaba por la Mese.

Vincent Puech coincide en parte con Roldán, con Sayas y con García Moreno: «A esta ciudad pagana [Bizancio] quiso yuxtaponer una capital cristiana. Pero la nueva religión era todavía minoritaria en el imperio, las grandes persecuciones estaban recientes, y el primer emperador cristiano tuvo que seguir las tradiciones a la vez griegas y romanas. Fue así que la acrópolis de Bizancio fue enteramente preservada, y en particular el templo de Afrodita y el gran santuario cívico de Apolo... Y finalizó, al sur de la acrópolis, los baños de Zeuxippos, cuyo nombre se relaciona con el carro del Sol asimilado a Apolo». Puech concluye: «Eligiéndola como capital, Constantino, probablemente convertido al cristianismo desde 312, quería afirmar su poder en el antiguo territorio de su adversario, que había seguido siendo pagano».
Christopher Kelly, de la Universidad de Cambridge, subraya la intención deliberada de Constantino de que Constantinopla se asemejara a la vieja capital imperial, Roma. «El centro de la nueva ciudad de Constantino estaba dominado por el gran gran foro columnado. Una gran vía procesional, flanqueada con pórticos, discurría cuesta abajo de la colina hasta al mar, conectando el foro con un vasto complejo palaciego... Adyacente al Gran Palacio, Constantino amplió y reconstruyó casi completamente el Hipódromo —una de las pocas obras que sobrevivieron de la ciudad original de Bizancio— en una escala que podía compararse con el Circo Máximo en Roma. Junto al Hipódromo levantó el Milion en el que estaban grabadas las distancias desde Constantinopla a otras grandes ciudades del Imperio. De nuevo, el paralelismo con Roma es indudable. En el año 20 a.C. el emperador Augusto había colocado el Miliario de Oro (el milliarium aureum) en el Foro Romano para simbolizar la situación de la ciudad en el centro del mundo».
Por su parte Roger Rémondon sostiene que «dando al Imperio una segunda capital, políticamente casi igual a la antigua Roma, y fundándola en Oriente, Constantino da cuerpo a la distinción entre las dos partes del Imperio... Al fundar Constantinopla, Constantino ha preparado el nacimiento, a muy largo plazo, del Imperio bizantino y la supervivencia de la civilización greco-latina». Un punto de vista que comparten Pilar Fernández Uriel y Luis Agustín García Moreno.

## Historia

### La Nueva Roma
Al morir Constantino, la fragmentación del Imperio romano ya era un hecho. Sin embargo, esto no se produciría de forma definitiva hasta la muerte de uno de sus sucesores: Teodosio (recordado por construir el foro de su nombre en Constantinopla). En el año 395, el imperio quedó permanentemente dividido en dos. Así, la ciudad se convirtió en la capital del Imperio romano de Oriente, que ha pasado a la historiografía moderna con el nombre de Imperio bizantino.
Arcadio, el primer Emperador de Oriente, continuó con el desarrollo de la urbe, que se expandía aceleradamente. Construyó el Foro de Arcadio como conmemoración de las victorias de su padre Teodosio ante los godos. Con el siguiente emperador, Teodosio II, fueron terminadas las imponentes Murallas de Constantinopla, también llamadas como Murallas Teodosianas. Estas consistían en un muro doble que se encontraba a unos 2 kilómetros al oeste del primer muro y un foso con empalizadas al frente. Los muros se mantuvieron en pie por más de 1000 años más, soportando cientos de asedios y ataques enemigos (véase Sitios de Constantinopla), y no fue hasta el advenimiento de la tecnología de los cañones que estos fueron finalmente derrumbados.
En época del emperador Justiniano (527-565) se construyó el templo de Santa Sofía, donde sus arquitectos tuvieron que idear una cúpula para cubrir el amplio edificio de planta rectangular. Tan complejo fue el trabajo que la primera cúpula se derrumbó; la segunda es la que hoy se puede ver en el edificio. Justiniano también construyó la Pequeña Santa Sofía, entre 527 y 536. En este periodo, la población de la ciudad superó el medio millón de habitantes. Sin embargo, la ciudad sufrió los devastadores efectos de la peste bubónica del 541, luego apodada como plaga de Justiniano, que mató al 40% de la población de Constantinopla. La subsecuente conquista musulmana de Egipto —la principal fuente de grano del imperio— en 642 hizo de la situación bizantina incluso más precaria, frenando su desarrollo por varias décadas.

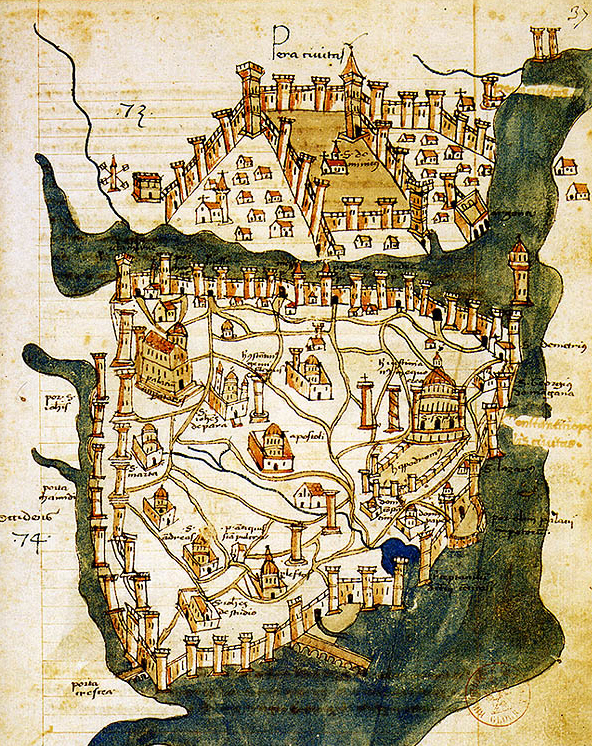
Constantinopla en 1422. Mapa del cartógrafo florentino Cristoforo Buondelmonti

El Libro del Eparca, escrito a mediados del siglo X, ofrece una imagen detallada de la vida y organización comercial de la ciudad en ese momento. Las corporaciones en las que se organizaban los comerciantes de Constantinopla estaban supervisadas por el Eparch, que regulaba cuestiones como la producción, los precios, la importación y la exportación. Cada gremio tenía su propio monopolio y los comerciantes no podían pertenecer a más de uno. Dicho sistema de organización ya existía desde el 330, cuando se estableció para imitar la prefectura urbana de Roma. Para el año 1000, la población de la ciudad era aproximadamente de entre 500 000 y 800 000 habitantes. Aunque se sugiere que para fines del siglo XII, era de 375 000.

### Cuarta Cruzada y Saqueo de Constantinopla
En 1195, el usurpador Isaac II Ángelo fue derrocado y encarcelado en Constantinopla. Su hijo Alejo IV Ángelo logró escapar y se refugió en Alemania, donde se reunió con Bonifacio de Montferrato, líder de la cuarta cruzada. Dicha campaña, organizada por el Dux de Venecia (y en contra de los deseos del papa), se dio con el propósito inicial de tomar la ciudad cristiana de Zara (Hungría). Alejo IV les prometió grandes cantidades de dinero a cambio de su ayuda en la toma del trono bizantino..
Los cruzados llegaron a Constantinopla el 23 de junio de 1203. Estos usaron torres de asedio para intentar cruzar las murallas, pero durante los primeros días sufrieron varias derrotas. Sin embargo, la defensa bizantina empezó a debilitarse debido a la intervención militar de Venecia. A estos refuerzos se le sumó un enorme incendio dentro de la ciudad que causó pánico entre los bizantinos, que pronto se vieron rodeados. El 17 de julio, el emperador Alejo III huyó y los cruzados rebasaron las murallas. Sin embargo, los nuevos emperadores fueron incapaces de pagar su deuda con los cruzados. El caos consumió a la ciudad, y el noble Murzuflo depuso y asesinó a los usurpadores. Lo que siguió fue un nuevo ataque cruzado a la ciudad, esta vez también apoyado por fuerzas francesas. Murzuflo, que gobernó por solo por dos meses, huyó de la ciudad, dejándola desprotegida. El lunes 12 de abril de 1204, los cruzados entraron en Constantinopla. Tras esto se inició un brutal saqueo que se extendió por varios días. Sobre el hecho, el cronista Nicetas Coniata escribió:

Destrozaron las santas imágenes y arrojaron las sagradas reliquias de los mártires a lugares que me avergüenza mencionar, esparciendo por doquier el cuerpo y la sangre del Salvador (...) En cuanto a la profanación de la Gran Iglesia, destruyeron el altar mayor y repartieron los trozos entre ellos (...) Tampoco mostraron misericordia con las matronas virtuosas, las doncellas inocentes e incluso las vírgenes consagradas a Dios.
Nicetas Coniata

Tras arrasar con la ciudad, los cruzados establecieron el Imperio latino. Durante su gobierno, la ciudad decayó tanto en población como en infraestructura. En el medio siglo de existencia del Estado cruzado, la población se redujo de unos 500 000 a solo 35 000 habitantes. Las esculturas monumentales que adornaban el Hipódromo y los foros de la ciudad fueron destruidos o fundidos para obtener oro y plata. Entre el arte destruido se encontraban un Heracles del siglo IV a. C. (del escultor Lisipo), figuras monumentales de Hera, Paris y Helena de Troya, entre otras.

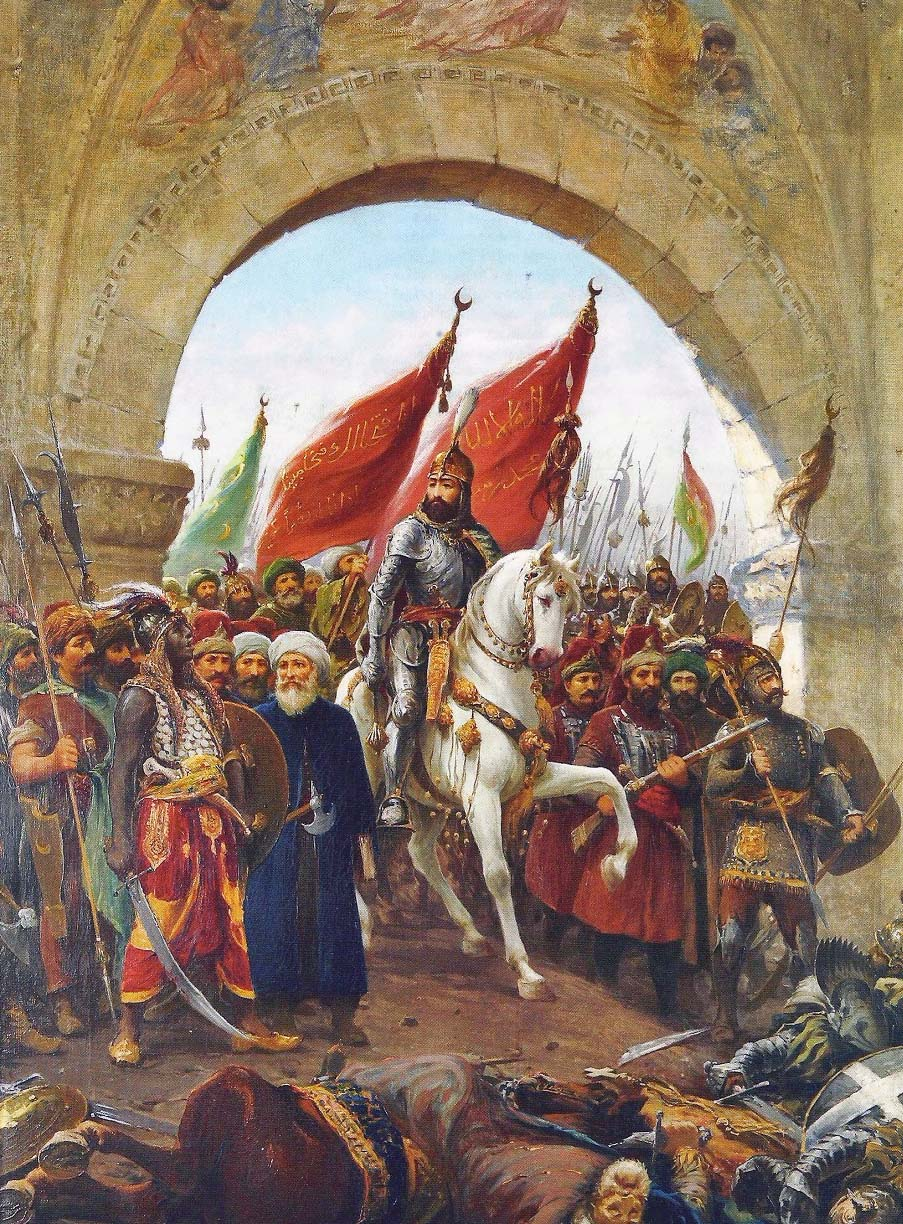
Mehmed II entra en la ciudad, pintura de Fausto Zonaro.

### Decadencia y Caída de Constantinopla
El dominio latino fue relativamente breve. El 25 de julio de 1261, Miguel VIII Paleólogo recuperó la ciudad. Sin embargo, el restaurado imperio se encontraba en una condición deplorable. Además de la pérdida de la fortuna de la capital, se perdieron otras importantes ciudades y puertos económicos a los venecianos. El Palacio de Blanquerna se convirtió en la nueva residencia de los emperadores, quienes pronto iniciaron medidas para reconstruir el Estado. Sin embargo, estos intentos fueron mermados con la aparición de la Peste Negra en 1347, que tuvo su primer gran epicentro en la ciudad. Al mismo tiempo, el imperio era atacado por dos frentes: los serbios en el Oeste y los turcos otomanos en el Este. Tras la Caída de Galípoli en 1354, los otomanos iniciaron una rápida expansión en el sur de los Balcanes, efectivamente aislando al imperio a los alrededores de Constantinopla.
La Caída de Constantinopla ocurrió finalmente el martes 29 de mayo de 1453. Los turcos tomaron la ciudad tras un prolongado asedio liderado por Mehmed el Conquistador, de 21 años, quien la convirtió en su nueva capital. Este fue un suceso que impactó a la sociedad europea de la época y, según algunos historiadores, marca el final de la Edad Media al suponer el fin definitivo del Imperio romano.
Nota: Para Constantinopla en el Imperio otomano y la Turquía moderna, véase Estambul